# Gábriel János (politikus, 1894–1970)
Gábriel János (Kaposvár, 1894. április 5. – Kaposvár, 1970. február 1.) kisiparos, a Demokrata Néppárt országgyűlési képviselője.

## Élete

### Gyermek- és ifjúkora
A mozdonyvezető Gábriel Mihály és Szekeres Terézia ötödik gyermeke. Római katolikus vallásban nevelkedett.
Elvégezve az elemit ipariskolában tanult tovább, ahol a kocsifényező szakmát szerezte meg. 1921-ben megkapta a mesteri címet, egészen 1949-ig, mint kisiparos dolgozott. Az első világháborúban az olasz és orosz fronton teljesített katonai szolgálatot. A második világháborúban is behívták, de csak hátországi szolgálatra 1940 és '42 között.

### Politikai pályája
Már 1921-ben vállalt politikai párttagságot. Belépett a Magyarországi Szociáldemokrata Pártba, de komolyabb szervező tevékenységet nem folytatott.
A háború után rövid ideig a Független Kisgazdapárt tagja lett. 1947-ben memorandumot szerkesztett a Kaposvárra látogató Tildy Zoltán köztársasági elnök számára a kaposvári hadifoglyok hozzátartozóinak nevében. Ezután több párt is megkereste, majd a Demokrata Néppárthoz csatlakozott. Az 1947. augusztus 31-i országgyűlési választásokon a Somogy vármegyei pártlistán pótképviselő lett. 1948 áprilisában hívtak be az Országgyűlésbe, miután Kolbert Jánost megfosztották mandátumától.

### A Rákosi-korszakban
Mandátumának lejárta után, 1949-ben felajánlották számára, hogy lépjen be a Magyar Dolgozók Pártjába. Amikor az ajánlatot elutasította, főbérleti lakásától megfosztották, felesége varrodáját bezárták, kisiparának gyakorlását pedig ellehetetlenítették. Csak 1952-ben talált állandó megélhetést, amikor elhelyezkedett a Kaposvári Vaskombinátban.

### Szerepvállalása 1956-ban és a megtorlás
Városában, Kaposváron, aktív szerepet vállalt az 1956-os forradalomban. Október 25-én a vállalati munkástanács, két nappal később a megyei forradalmi bizottság tagjává választották, 29-én a megyei forradalmi intéző bizottság elnöke lett. November 4-én, amikor a szovjet csapatok megszállták az országot, a szovjet katonai hatóságok letartóztatták, és Ungvárra szállították. Egy hét múlva hazahozták, és a Belügyminisztérium őrizetébe került. 1957 januárjában a Legfőbb Ügyészség bűncselekmény hiányában ugyan szabadlábra helyezte, de két hónap múlva közbiztonsági őrizetbe került. Kistarcsán és Tökölön raboskodott. 1958. január elején szervezkedés bűntettében találta vétkesnek a Kaposvári Megyei Bíróság. Másodfokon a Legfelsőbb Bíróság fél évvel csökkentve büntetését két évre ítélte el. Korábbi elzárását beszámítva 1958. június közepén feltételesen szabadult a váci börtönből, december közepéig rendőri felügyelet alatt állt.
Régi munkahelye nem vette vissza, más munkahelyre való felvételét pedig a hatóságok akadályozták meg. A sorozatos rendőri zaklatások miatt feleségével együtt Budapesten élő lányukhoz költöztek. 1966-ban a Kereskedelmi Asztalos- és Lakatosipari Vállalatból ment nyugdíjba. 1970-ben hunyt el.

### Kitüntetése
Az rendszerváltás után az Antall-kormány 1956-os Emlékérmet alapított az '56-os hősök számára. Posztumusz Gábriel János is megkapta az emlékérmet.

## Külső hivatkozások
- Az Országgyűlés almanachja 1947-1949, 127-128. o.
- Gábriel János szócikk. Kereszténydemokrácia Tudásbázis, Barankovics István Alapítvány Archiválva 2014. október 25-i dátummal a Wayback Machine-ben
- Életrajzi Index Petőfi Irodalmi Múzeum